# ふたりの夏物語
「ふたりの夏物語 NEVER ENDING SUMMER」（ふたりのなつものがたり ネヴァー・エンディング・サマー）は、日本のロックバンドである杉山清貴&オメガトライブの楽曲。表題曲は、日本航空「'85 JALPAK」のCMソングとしてオンエアされ、1985年3月6日にVAPから5枚目のシングルとしてリリースされた。

## 制作
表題曲である「ふたりの夏物語 NEVER ENDING SUMMER」は、林哲司が作曲と編曲を担当した。林は当時、あらゆるアーティストの楽曲制作に追われていた中、オメガトライブのJALのTV-CMのタイアップが決まり、1日でも早く仕上なければ行けない状況になった。その後、関係者から「Only You 君にささやくふたりの夏物語」という一節だけがキャッチコピーとして渡され、ただちに作詞の康珍化とともに楽曲の制作に入ると、わずか1日で曲を書き上げた。こうして曲が計2日で出来上がると、当時全国ツアー中だったメンバーをツアーの合間を縫って帰京させて即座にレコーディングを済ませるという早業で完成させたという。

## 音楽性
表題曲である「ふたりの夏物語 NEVER ENDING SUMMER」は、アルバム『ANOTHER SUMMER』（1985年）に収録されているが、アルバムに収録される際にリミックスが施されている。後述のとおり、ベスト・アルバムにはアルバムバージョンで収録されることが多く、一部を除いてその旨についての記述はない。リミックス・アルバム『OMEGA TRIBE GROOVE』（2019年）には、内沼映二によるバージョンが収録されている。

## リリース
1985年3月6日にVAPから7インチレコードのみリリースされた。
1988年2月21日に8cmCDのみ再リリースされた。

## 記録
杉山清貴&オメガトライブ最大のヒット曲となり、オリコンチャート上では38万枚を売り上げ、『ザ・ベストテン』（TBS系）では、1985年年間ランキングでは第2位、『ザ・トップテン』（日本テレビ系）では1985年年間ランキングでは第3位にそれぞれランクインした。

## 収録曲
| #         | タイトル                               | 作詞      | 作曲      | 編曲      | 時間 |
| --------- | -------------------------------------- | --------- | --------- | --------- | ---- |
| 1.        | 「ふたりの夏物語 NEVER ENDING SUMMER」 | 康珍化    | 林哲司    | 林哲司    | 3:58 |
| 2.        | 「FAREWELL CALL」                      | 秋元康    | 高島信二  | 志熊研三  | 4:47 |
| 合計時間: | 合計時間:                              | 合計時間: | 合計時間: | 合計時間: | 8:45 |

## リリース履歴
| No. | 日付          | レーベル | 規格            | 規格品番 | 備考         |
| --- | ------------- | -------- | --------------- | -------- | ------------ |
| 1   | 1985年3月6日  | VAP      | 7インチレコード | 10177-07 |              |
| 2   | 1988年2月21日 | VAP      | 8cmCD           | 20026-10 | 再リリース盤 |

## タイアップ
| # | 曲名                                   | タイアップ                                                                                       | 出典  |
| - | -------------------------------------- | ------------------------------------------------------------------------------------------------ | ----- |
| 1 | 「ふたりの夏物語 NEVER ENDING SUMMER」 | '85 JALPAK イメージソング                                                                        | [ 2 ] |
| 1 | 「ふたりの夏物語 NEVER ENDING SUMMER」 | テレビ朝日系ドラマ『ママ母VSママ娘、家出令嬢の課外授業 恋も別れももんじゃ焼!』エンディングテーマ | [ 5 ] |
| 1 | 「ふたりの夏物語 NEVER ENDING SUMMER」 | 日本テレビ系ドラマ『おとなの夏休み』第7話主題歌                                                  |       |

## 収録アルバム
ふたりの夏物語 NEVER ENDING SUMMER（シングル・バージョン）
- Single's History
- OmegaTribe History:Good-bye OmegaTribe 1983-1991
- Dear, Summer Lovers
- 杉山清貴&オメガトライブ シングル・コレクション 1983〜1985
- 杉山清貴&オメガトライブ 35TH ANNIVERSARY オール・シングルス+カマサミ・コングDJスペシャル&モア

ふたりの夏物語 NEVER ENDING SUMMER（アルバム・バージョン）
- ANOTHER SUMMER
- EVER LASTING SUMMER COMPLETE S.KIYOTAKA&OMEGA TRIBE
- THE OMEGA TRIBE
- ゴールデン☆ベスト 杉山清貴&オメガトライブ
- 杉山清貴&オメガトライブ 35TH ANNIVERSARY オール・シングルス+カマサミ・コングDJスペシャル&モア

ふたりの夏物語 NEVER ENDING SUMMER（ライブ・バージョン）
- LIVE EMOTION
- 杉山清貴&オメガトライブ CORE BEST TRACKS

FAREWELL CALL
- Single's History
- 杉山清貴&オメガトライブ シングル・コレクション 1983〜1985
- EVER LASTING SUMMER COMPLETE S.KIYOTAKA&OMEGA TRIBE
- 杉山清貴&オメガトライブ 35TH ANNIVERSARY オール・シングルス+カマサミ・コングDJスペシャル&モア

## カバー
| 曲名                                   | アーティスト         | 収録作品（初出のみ）                               | 発売日         | 備考                                                        | 出典  |
| -------------------------------------- | -------------------- | -------------------------------------------------- | -------------- | ----------------------------------------------------------- | ----- |
| 「ふたりの夏物語 NEVER ENDING SUMMER」 | サンディ・ラム       | アルバム『曾在你懷抱』                             | 1986年3月      | 「Just Only You」というタイトルに変更し、広東語歌詞でカバー |       |
| 「ふたりの夏物語 NEVER ENDING SUMMER」 | アレックス・トゥ     | アルバム『只想留下』                               | 1987年2月25日  | 「Only You」というタイトルに変更し、広東語歌詞でカバー      |       |
| 「ふたりの夏物語 NEVER ENDING SUMMER」 | Joey McCoy & Friends | アルバム『Summer Time Memories〜ふたりの夏物語〜』 | 1992年4月22日  | 英語詞によるカバー                                          | [ 6 ] |
| 「ふたりの夏物語 NEVER ENDING SUMMER」 | 杉山清貴             | ライブ・アルバム『I WANNA HOLD YOU AGAIN』         | 1993年10月25日 | セルフカバー                                                | [ 7 ] |